# 大井川鉄道スハフ1形客車
大井川鉄道スハフ1形客車（おおいがわてつどうスハフ1がたきゃくしゃ）は、大井川鉄道（現・大井川鐵道）が井川線向けに導入した客車。

## 概要
中部電力専用鉄道時代に製造された車両である。1953年（昭和28年）に帝國車輛工業でスハフ3 - 7の5両が製造され、1954年（昭和29年）年4月に竣工した。スロフ1形が来客用として製造されたのに対し、こちらは作業員輸送のために製造されている。
現在稼動している客車では珍しいオープンデッキが特徴で、車両限界の関係から側窓の上辺から屋根が始まっている。車端のデッキ部分では、乗降の際に頭をぶつけないように、独特のカーブで切り取られた形状になっている。窓は1段下降窓、車内はロングシートである。座席は当初はすべて板張りであった。
定員は立席なしで40名となっているが、車内は床から屋根までが1,850 mmとなっており、デッキ扉部分ではさらに低い。
スハフ3が1984年（昭和59年）1月5日付で廃車となったのをきっかけに廃車が進み、現在では主にイベント用としてスハフ4・6の2両が在籍している。かつて千頭 - 川根両国間で運行されていた、DB1形牽引の「かわかぜ号」の専用客車だった。
スハフ5・7は1999年（平成11年）に窓枠が撤去され、屋根板を取り外した後に金網を貼ったセミオープンのトロッコ客車に改造され、「かわかぜ号」の専用客車として使用された。しかし、安全上の問題や、牽引機に列車保安装置を設置することが構造上不可能であるため、同列車の運行を取り止めることとなり、運用を離脱。2004年（平成16年）3月31日付で廃車となった。長らく千頭駅構内や両国車両区に留置されていたが、2012年（平成24年）10月にスハフ7が千頭駅付近にある道の駅「音戯の郷」に引き取られ、エントランス前に保存展示された（窓枠が撤去されたままの状態となっている）。残るスハフ5は同年11月に解体された。